# La finestra dei Rouet
La finestra dei Rouet è un romanzo di Georges Simenon terminato di scrivere il 7 luglio 1942, a Château de Terre-Neuve, Fontenay-le-Comte (Vandea). Fu pubblicato presso le Editions de la Jeune Parque il 15 marzo 1945. Nel romanzo, egli fa vivere alla protagonista un'esperienza extrasensoriale, descrizione unica nella vastissima produzione dell'autore.

## Trama
Un libro tutto al femminile e claustrofobico dato che il punto di vista è prevalentemente la finestra di un dimesso appartamentino di Faubourg Saint-Honoré. Da questa finestra Dominique Salès, una quarantenne nubile che ha accudito sino alla morte il padre dispotico ed egoista e che ha avuto nella vita un solo unico amore platonico: più che osservare, spia le altre vite nelle case di fronte alla sua.
In particolare, è attratta da una delle finestre di casa Rouet, quella di Antoinette e Hubert, una coppia che occupa il primo piano della bella casa borghese nella quale, al secondo piano, abitano i genitori di lui. Hubert giace a letto malato da tempo e da sempre succube della madre la quale, anche se quasi immobilizzata sulla sua poltrona per l'obesità, controlla e sorveglia ogni cosa grazie alla devota serva Cecilie. Antoinette, lei che ha così voglia di vivere e divertirsi, considera il marito insignificante; l'ha sposato per sistemarsi e lo sente ormai come un peso, ma vuole salvare le apparenze per non privarsi delle comodità dello status acquisito.
Dominique , che ammira Antoinette soprattutto per la sua capacità di affrontare la vita con leggerezza, vive con i pochi risparmi lasciati dal padre e centellina spese per arrivare alla fine del mese. A volte salta il pasto e arriva al punto di chiedere ai negozianti di togliere i pochi grammi in più sul cibo che sta comperando. Per tirare avanti è stata anche costretta, a malincuore, ad affittare una stanza del suo già piccolo appartamento ad una coppia di sposini spensierati e squattrinati che passano il tempo a fare l'amore. Dominique li sente e ne prova un misto di pari attrazione e repulsione.
Un giorno, nascosta dalle persiane, assiste ad un fatto che segnerà il resto della sua esistenza. Intuisce che Hubert ha una crisi respiratoria e vede poi la moglie versare la medicina in un bicchiere ma, anziché passarla al marito, rovesciarla nel vaso della pianta accanto al letto e assistere cinicamente alla sua fine. Solo quando sarà certa della sua morte, assumerà un'aria disperata e salirà ad avvertire la suocera.
Da quel momento Dominique sa, è l'unica a sapere, a conoscere la verità sulla fine del povero Hubert. Ma userà quella conoscenza solamente per tentare invano di avvicinare Antoinette, non capendo nemmeno lei il perché. La segue: dapprima di nascosto, poi sempre più apertamente, per le vie di Parigi, l'aspetta fuori dagli alberghetti dove Antoinette incontra i suoi amanti, ma non le rivolge mai la parola, tenta invano un dialogo solo con gli occhi.
Un giorno i giovani affittuari l'avvisano che lasceranno il locale. Dominique non ha voglia di cercare altre persone. Sente di essere arrivata ad un punto morto della sua insignificante esistenza e non le rimane che una cosa da fare. La farà in silenzio e discrezione così come ha condotto tutta la vita.

## Adattamenti cinematografici e televisivi
- La Fenêtre des Rouets, 1988, regia televisiva di Josef Rusnak[1]

## Edizioni italiane
- La finestra dei Rouet, trad. Elena Cantini, Collana L'altro Simenon n.2,  Milano, Mondadori, 1962.
- La finestra dei Rouet, trad. di Federica Di Lella e Maria Laura Vanorio, Collana Biblioteca Adelphi n.543, Milano, Adelphi, 2009 ISBN 978-88-459-2397-5.